# 한국P&G
한국P&G(P&G Korea)는 1989년에 대한민국 지사를 설립을 한 미국의 다국적 생활용품 업체이다.

## 역사
- 1989년 5월 서통그룹(瑞通그룹)과 합작으로 서통피앤지 설립
- 1992년 서통그룹과 미국 P&G사 700억 단독투자로 서통피앤지 천안공장 건립
- 1992년 서통그룹과 결별로 인해 프록터 앤드 갬블 한국 법인을 한국피앤지제조로 개편하여 설립
- 1992년 자회사 피앤지에프이디 설립
- 1993년 사명을 한국피앤지산업으로 변경
- 1994년 한국피앤지 천안공장 준공
- 1995년 사명을 한국피앤지㈜로 변경 (피앤지에프이디를 흡수 합병)
- 1997년 쌍용제지 인수합병
- 2001년 프록터 앤드 갬블 한국 법인의 한국피앤지판매유한회사를 재설립, 자본금 증자
- 2005년 브라운코리아 합병, 쌍용제지 위생사업부 매각
- 2007년 질레트코리아 유한회사 합병, 자본금 증자
- 2009년 CC코리아 흡수합병
- 2010년 웰라코리아 흡수합병
- 2013년 웰라코리아 매각
- 2018년 생리대 브랜드 위스퍼가 29년만의 한국시장 전격 판매중단(12.30일까지)

## 브랜드
- 어씨프로페셔널(Aussieprofessional)
- 니옥신(nioxin)
- 에스피(SP)
- 사순프로페셔널(Sasun professional)
- 새바스찬프로페셔널(Sabastian Professional)
- 팸퍼스
- 팬틴
- 오랄비
- 허벌에센스
- 클레롤프로페셔널(Clairol Professional)
- 페브리즈
- 마이 블랙 이즈 뷰티풀 (My Black is Beautiful)
- 질레트(Gillette)
- 웰라코리아(WELLAKOREA)
- 브라운
- 헤드앤숄더
- SK-II
- 다우니

## 사업장 현황
- 천안공장 : 충남 천안시 서북구 성거읍 천흥8길 73 한국피앤지판매(유)